# Prašna eksplozija
Prašna eksplozija je hitra kemijska reakcija (oksidacija oz. zgorevanje) med zelo drobnimi prašnimi delci gorljivih trdnih snovi, pomešani z zrakom. Ob mirnem ozračju se prah useda na površine v različno debelih plasteh. Čim drobnejši je prah oziroma čim lažji so njegovi posamezni delci, ki se zadržujejo na površinah ali lebdijo v zraku, tem večja je ob prisotnosti ustreznih količin zraka potencialna nevarnost. Najpomembnejše karakteristične lastnosti za eksplozijo prahu so organska sestava, velikost prašnih delcev in odstotek vlage v ozračju in v delcih. Pri navadnem prahu je spodnja meja eksplozivnosti med 20 in 60 g/m3, zgornja meja pa je med 2000 do 6000 g/m3. Kadar prašni oblak zagori, se plamen razširi na vse površine v enakem obsegu, tako kot se to dogaja pri plinskih zmeseh. Do prašne eksplozije pride najpogosteje pri naslednjih organskih snoveh: pri moki, bombažnem prahu, sladkorju v prahu, škrobu, lesenem in premogovem prahu idr. Pri anorganskih snoveh pa pri prahu aluminija, cinka, žvepla, umetnih gnojil, barvil, idr.
Prah lahko nastane pri različnih dejavnosti, kot so; prevoz žita in celega zrnja v silosih, pri rudarstvu od premoga,velike količine prahu pa proizvedejo tudi mlini ob mletju moke. Velikanska eksplozija prahu moke se je zgodila 2. maja 1878 v Minnesoti. Ob uničenju mlina je bilo ubitih 18 delavcev. Podoben problem nastaja pri dejavnostih z žago in v mizarstvu.
Vir prahu so potencialno lahko tudi različna termična orožja.
Če je površina zelo velika, morajo prah sestavljati tudi zelo majhni delci, da podpirajo zgorevanje. Prah je opredeljen kot prah, če v premeru vsebuje delce manjše od približno 500 mikrometrov, vendar zaradi večje površine bolj fin prah predstavlja veliko večjo nevarnost, kot grobi delci.